# Кодра, Йоланда
Йоланда Кодра (алб. Jolanda Kodra; 1910 — 1963) — албанская писательница и переводчица. Одна из первых женщин, писавших на албанском языке.

## Биография
Йоланда родилась в 1910 году в итальянской семье. Она была племянницей сценариста и кинорежиссёра Энрико Гуаццони. Она училась в лицее, когда встретила Мало Кодра, студента из Гирокастры, который отвёз её в Албанию. Вскоре она выучила албанский язык и начала не только хорошо говорить на нём, но и писать стихотворения и статьи, которые публиковала в известных албанских журналах (в таких, как Hylli i Dritës, Përpjekja shqiptare, Fryma и т. д.).
Позже она начала переводить работы албанских писателей Ндре Мьеда, Мигени, Петро Марко, Стержо Спассе и др. Её переводы были очень близки к оригиналу, что было очень важно для переводчиков того времени, ведь именно так читатели могли ощутить все те эмоции и понять все те высказывания или фразы, наделённые особым смыслом, которые писатели вкладывали в произведения на родном языке.
После Второй мировой войны она продолжала работать переводчиком на итальянский язык, а также начала переводить произведения на русский язык. До 1962 года ей было запрещено учиться коммунистическому режиму и ездить на родину.
Она умирает в 1963 году.